# Infidèle (film, 2000)
Cet article concerne le film de Liv Ullmann. Pour le film de Adrian Lyne, voir Infidèle.
Pour les articles homonymes, voir Infidèle.
Pour plus de détails, voir Fiche technique et Distribution.
Infidèle (Trolösa) est un film suédois réalisé par Liv Ullmann sur un scénario d'Ingmar Bergman, et sorti en 2000.

## Synopsis
Markus et Marianne forment un couple heureux. Lui est chef d'orchestre, elle est actrice. Un soir, alors que Markus est en déplacement, son meilleur ami David rend visite à Marianne. Jusque-là simples amis, leurs rapports changent de nature,,
,

## Fiche technique
- TItre original : Trolösa
- Réalisation : Liv Ullmann
- Scénario : Ingmar Bergman
- Images : Jörgen Persson
- Montage : Sylvia Ingemarsson
- Production : Kaj Larsen, Johan Mardell; Svensk Filmindustri
- Date de sortie : 15 septembre 2000 (Suède), 15 novembre 2000 (France)
- Durée : entre 142 et 155 minutes selon les pays

## Distribution
- Lena Endre : Marianne
- Erland Josephson : Bergman
- Krister Henriksson : David
- Thomas Hanzon : Markus
- Michelle Gylemo : Isabelle
- Juni Dahr : Margareta
- Philip Zandén : Martin Goldman
- Thérèse Brunnander : Petra Holst
- Stina Ekblad : Eva
- Marie Richardson : Anna Berg
- Stina Ekblad : Eva
- Johan Rabaeus : Johan
- Jan-Olof Strandberg : Axel
- Björn Granath : Gustav
- Gertrud Stenung : Martha
- Åsa Lindström : Prompter 2
- Tomas Glaving : l'étudiant (non crédité)

## Récompenses
- 2000 : Le film était en sélection officielle au Festival de Cannes[4].
- 2001 : Guldbagge Award de la Meilleure actrice pour Lena Endre[5].